# 賽阿南·卡卡海爾
穆夫提賽阿南·卡卡海爾 (1975年9月27日—)是一位巴基斯坦普什圖族遜尼派穆斯林学者。他是布漢研究所的创始人兼首席执行官。